# N̈
|  | 제목의 글자 중 유니코드에 없는 글자가 있어서 다른 제목을 씁니다. 이 문서의 올바른 제목은 입니다. |

N̈, n̈은 하칼테크어, 말라가시어 및 카보베르데 크리올에 쓰이며, 셋 모두 /ŋ/에 쓰이는 문자이다.

## 유니코드, HTML
이 문자는 유니코드에 없다. 그리고 HTML에도 없으며, 어떤 컴퓨터 키보드에서도 칠 수 없다.(Gboard의 말라가시어 키보드에서는 칠 수 있다.) 그러나 ̈ (U+0308)을 N과 조합하면 칠 수 있으나, 몇몇 브라우저에서는 제대로 출력되지 않거나 (□처럼 나온다.) 발음 구별 기호가 다음 글자 위로 가기도 한다.